# Despoblación

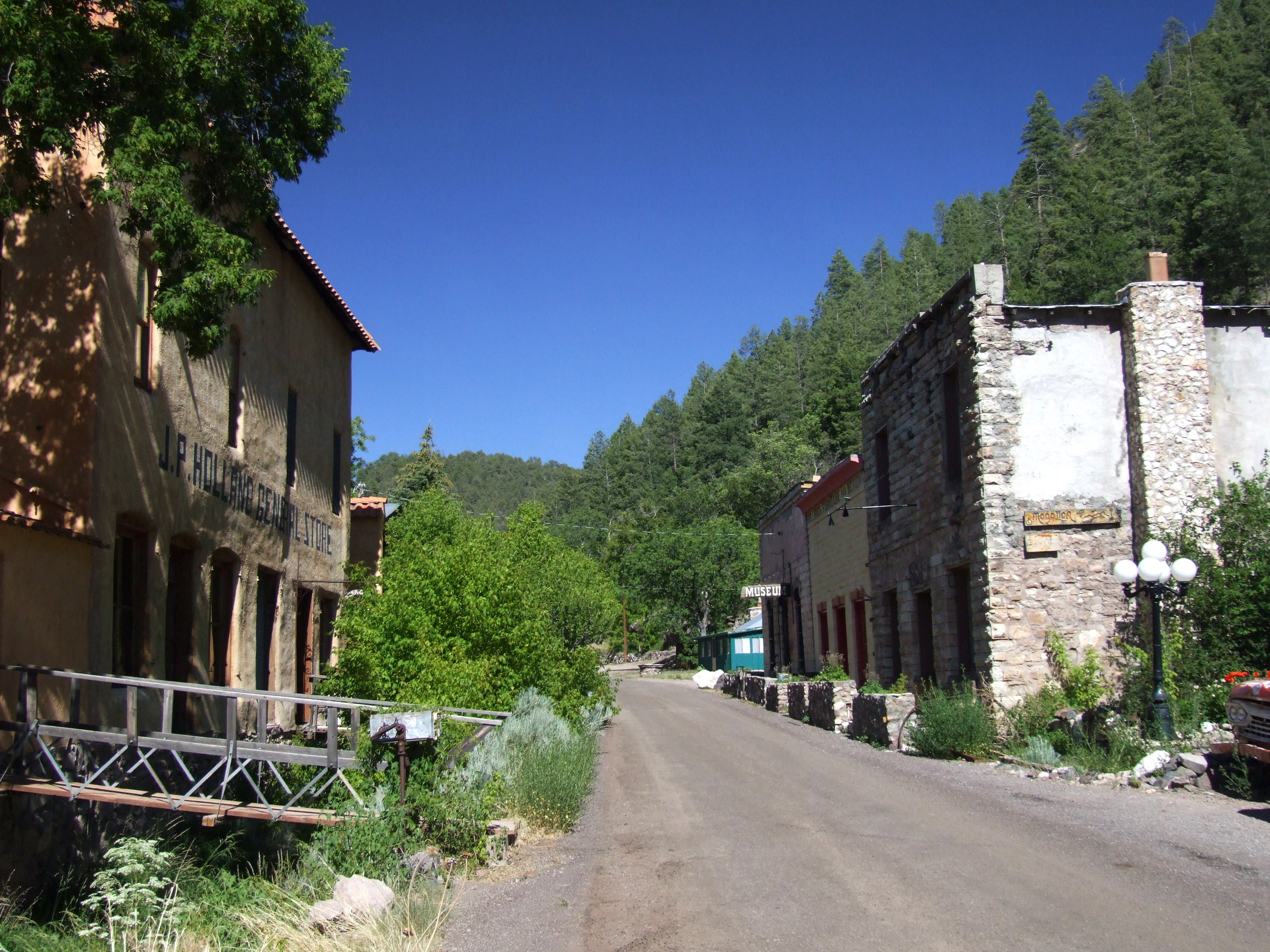
Mogollón (Nuevo México), una ciudad minera que llegó a tener seis mil habitantes a finales del y en la actualidad tiene únicamente quince.

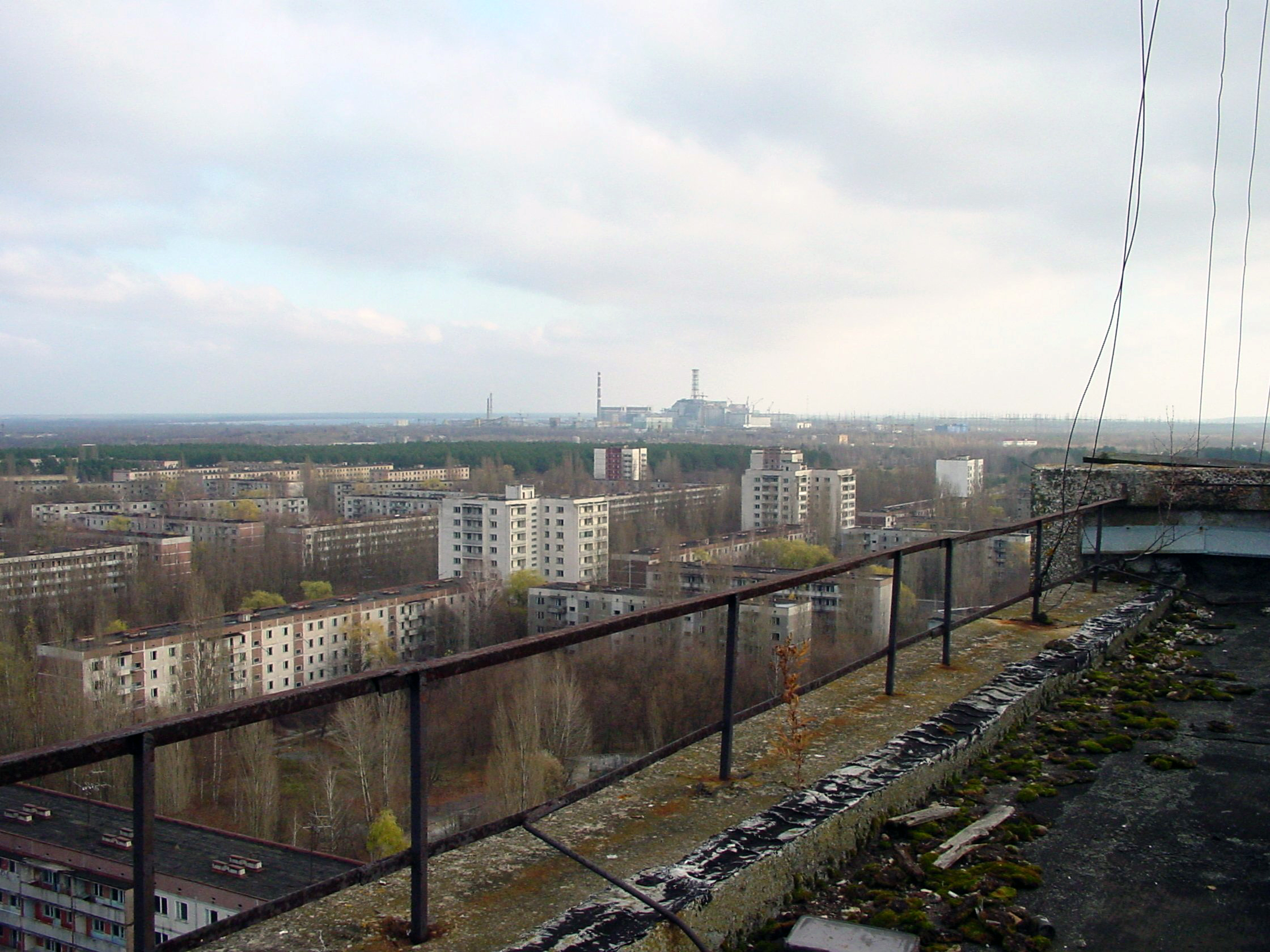
Pripiat, ciudad despoblada desde 1986 a causa del accidente de Chernóbil.

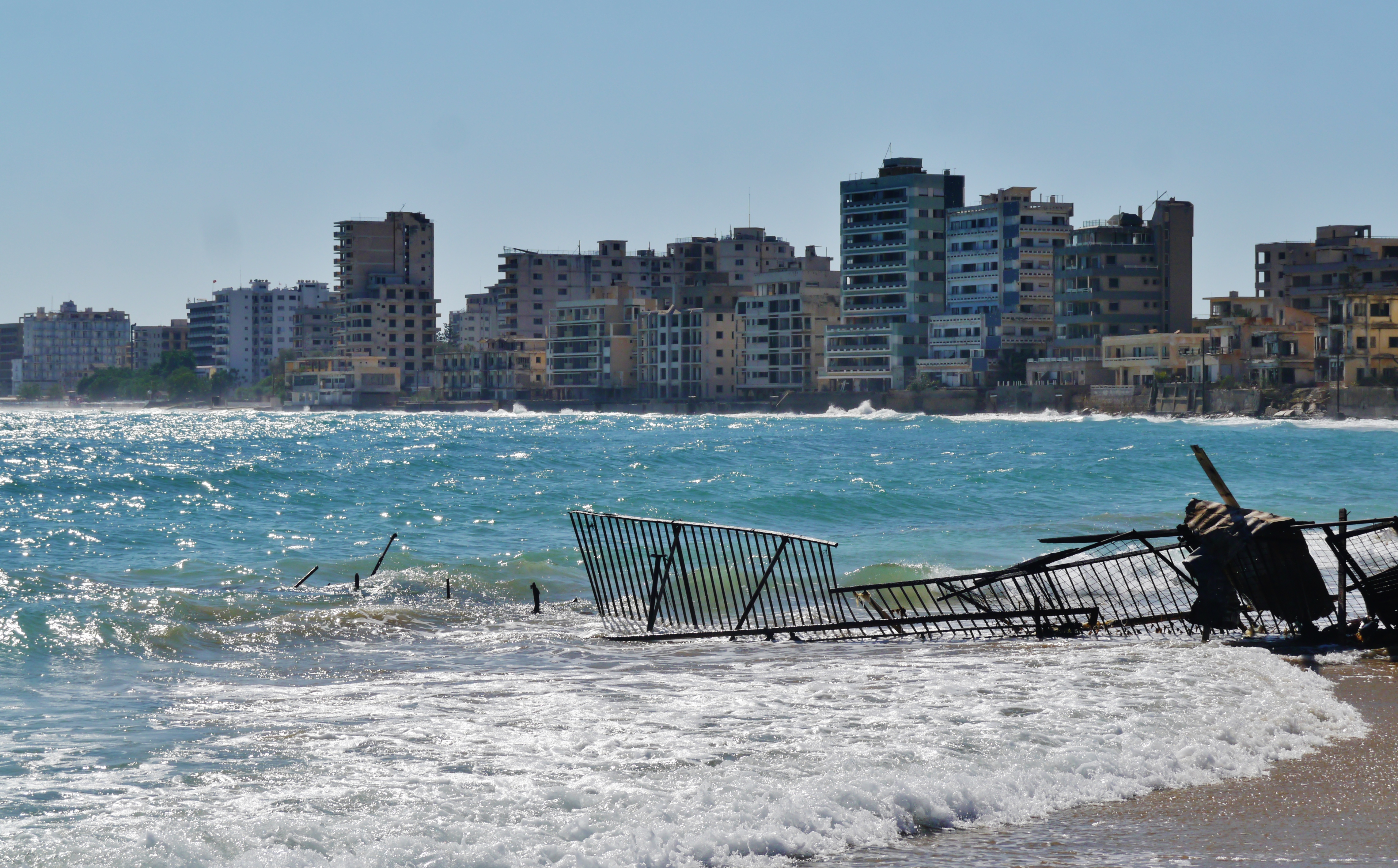
Varosha, hasta 1974 una floreciente zona turística playera, fue despoblada en la guerra de Chipre al quedar en la Línea Verde, zona desmilitarizada entre turcochipriotas y grecochipriotas.

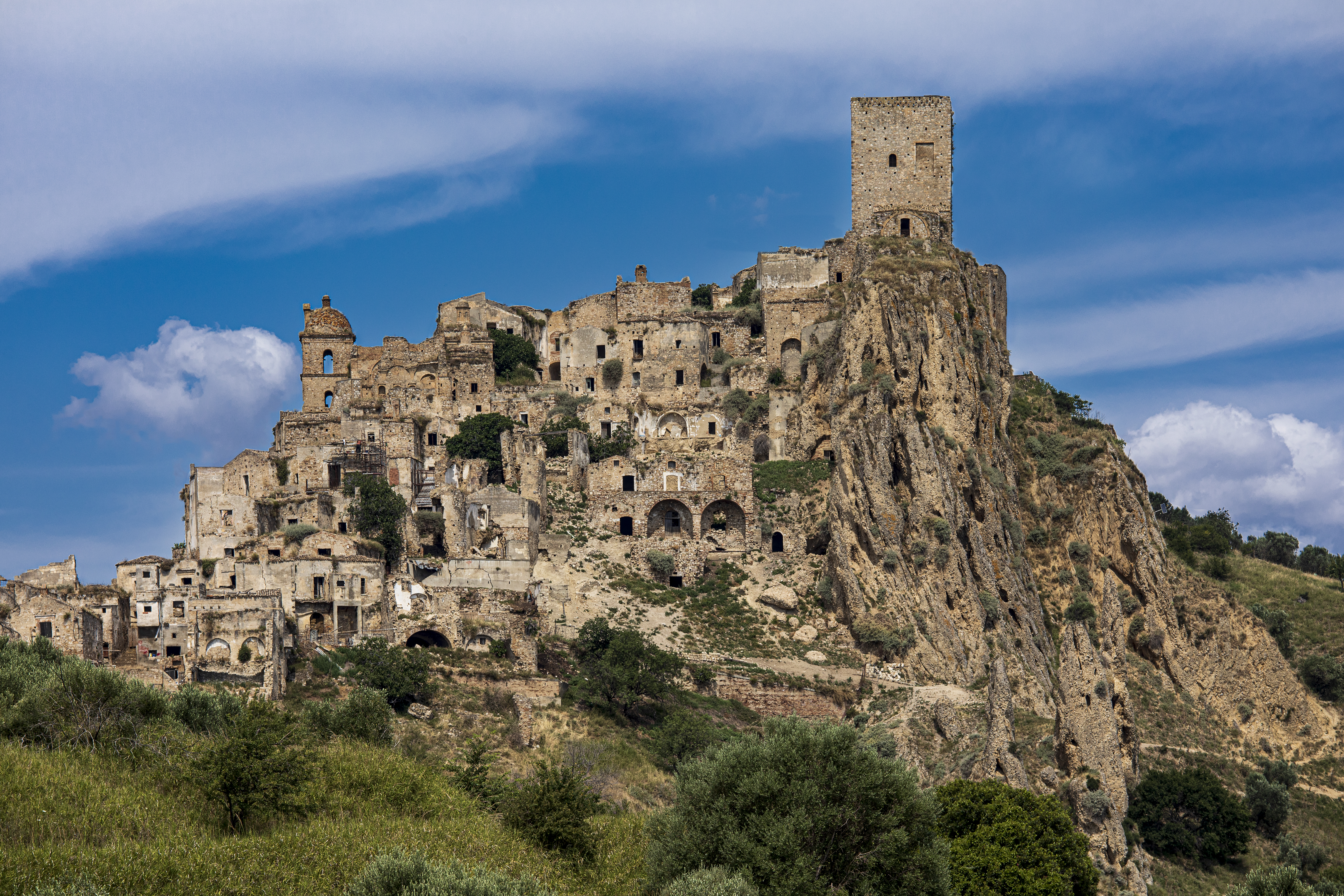
Craco, en un entorno geológicamente inestable a partir de 1963, que llevó a su despoblamiento.

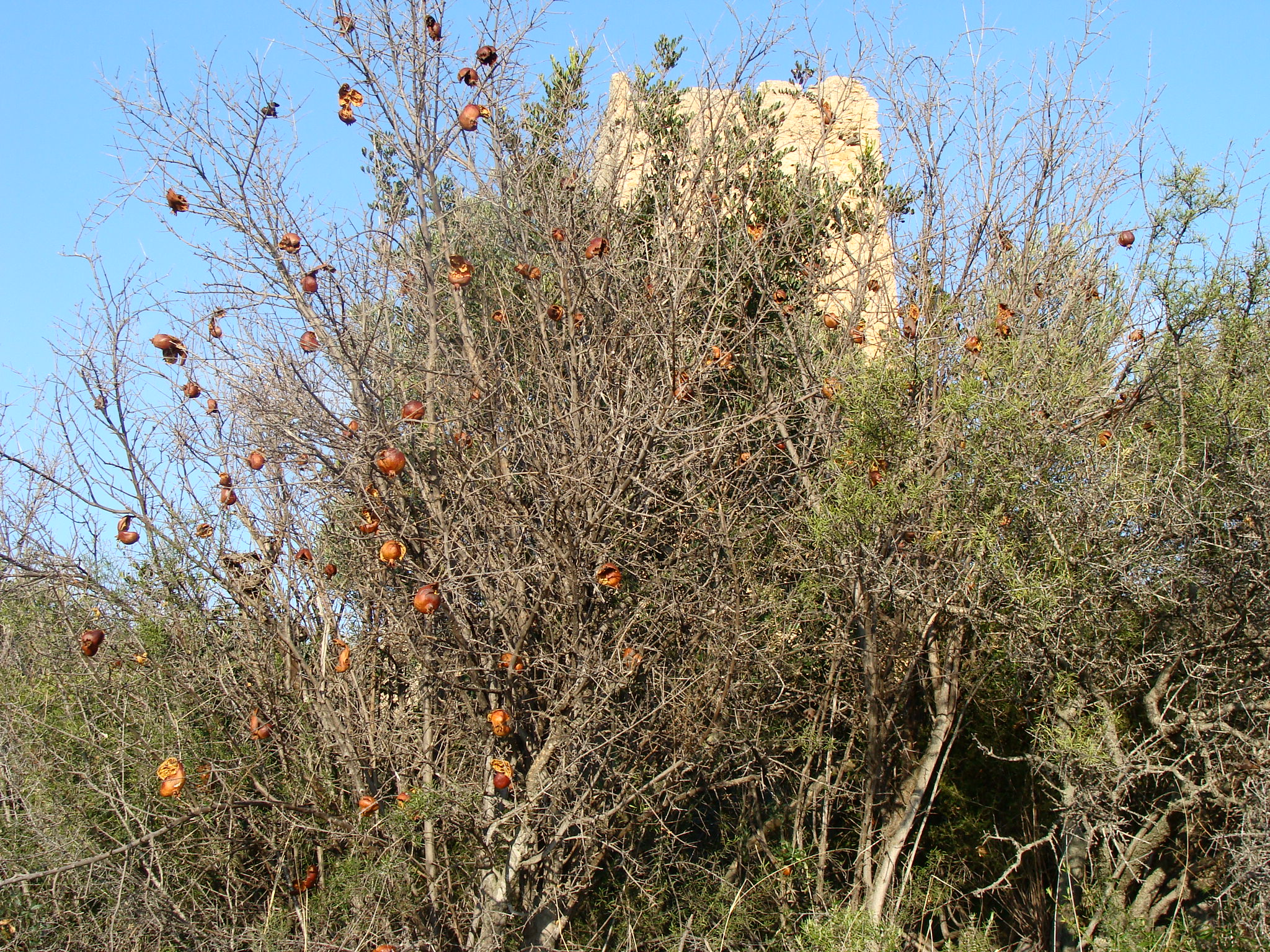
Unos granados silvestres junto al castillo de Aledua (Llombay, provincia de Valencia), son testigos de la existencia de un pueblo del que sólo quedan las ruinas de la torre-vigía, abandonado en la expulsión de los moriscos. Fueron los árabes los que introdujeron el cultivo del granado en la península ibérica.

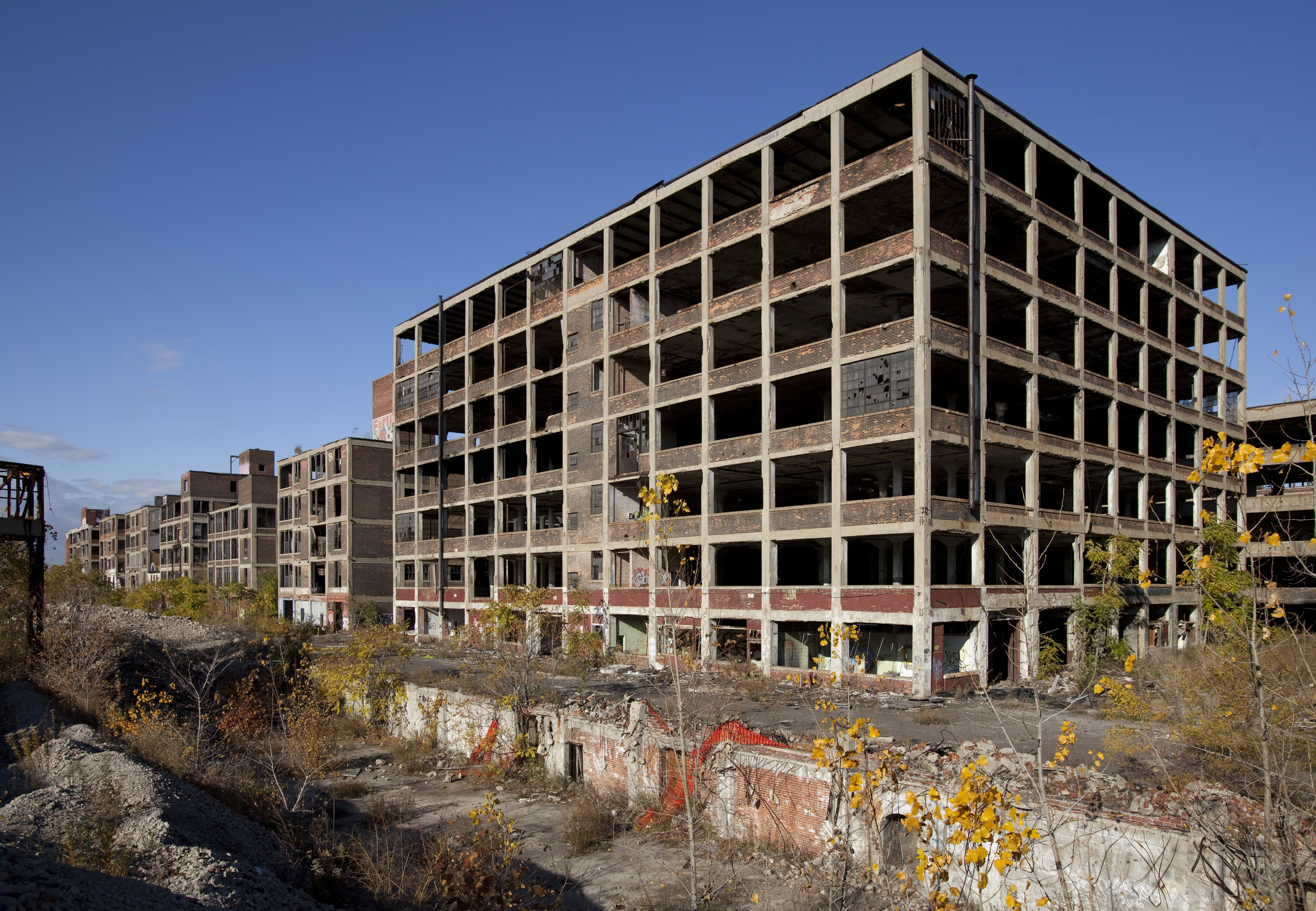
Edificios industriales abandonados en Detroit.

Despoblación y despoblamiento son dos fenómenos demográficos relativos a la pérdida masiva de habitantes de un espacio geográfico. La despoblación se produce cuando el crecimiento natural es negativo, es decir, cuando la mortandad es mayor que la natalidad (lo que puede deberse al envejecimiento de la población o a otras causas); mientras que el despoblamiento se produce cuando lo que es negativo es el crecimiento total de la población, lo que implica que el saldo migratorio no compensa el decrecimiento natural (o incluso revierte el crecimiento natural que aun exista). Ambos fenómenos pueden darse a la vez, o bien solo uno de ellos.
El declive de los recursos económicos causa despoblamiento, como ocurre en la agricultura itinerante (que rotura tierras para su explotación continuada hasta el agotamiento de su fertilidad), en las ciudades mineras (que crecen rápidamente hasta el agotamiento de las minas o la pérdida de rentabilidad de su producto), en el éxodo rural o en la crisis y deslocalización industrial (caso de Detroit).
Algunas catástrofes naturales o antropogénicas pueden causar la total desaparición de la población de un lugar, incluso de ciudades enteras: erupciones volcánicas (Pompeya, Guatemala Vieja), terremotos u otros problemas geológicos (Craco), sequías, inundaciones u otros problemas hidrológicos, casi siempre agravados por inadecuados sistemas de regadío (colapso maya, Angkor Wat, desecación del Mar de Aral), epidemias, conflictos bélicos (destrucción de Cartago por los romanos, Belchite durante la guerra civil española, demarcación de la Línea Verde entre las comunidades turcochipriota y grecochipriota), accidentes nucleares (Chernóbil, Fukushima) o incluso decisiones políticas (expulsión de los moriscos, construcción de embalses). El reciente concepto de refugiado ambiental implica la necesidad de abandonar un lugar donde no será posible la existencia de una comunidad humana (desertificación, subida del nivel del mar).

## Causas
La despoblación supone la pérdida total o parcial de los habitantes de un lugar, por motivos muy variados. Algunos especialistas han visto ciclos en este fenómeno, pero no está claro si pueden definirse como despoblación; ésta se produce cuando el nivel de una población desciende alarmantemente. En la población humana la despoblación se produce por la emigración y las bajas tasas de natalidad que conducen hacia el envejecimiento de los que no emigran, con lo cual aumenta la tasa de mortalidad.
Las causas básicas de la despoblación son la falta de recursos de la zona para sostener a tantos individuos de una misma especie o la aparición de nuevas enfermedades que lleguen a la categoría de epidemia o pandemia.
En el caso de las despoblaciones humanas no se trata solo de que determinada zona carezca de alimentos suficientes o sean azotadas por una epidemia de consecuencias devastadoras; la causa puede ser la aparición de nuevos recursos (como determinados tipos de empleos) en otras zonas que las hacen más atractivas para la población; también es muy significativa la entrada de un nuevo agente que hace la vida más difícil o peligrosa (como un conflicto armado, una persecución o conflicto religioso, etc.).
La despoblación humana está íntimamente relacionada con el nivel de desarrollo tecnológico alcanzado, tanto en la región que se está quedando sin habitantes por la emigración como en las zonas más pobladas. Recordemos que el abandono progresivo del campo por parte de las políticas gubernamentales en materia económica y productiva es la verdadera razón que ocasiona muchos de los problemas graves que afectan, no solo al campo en los países desarrollados (incendios forestales, aislamiento, disminución de la producción agropecuaria, carencia o precariedad de numerosos servicios, etc.), sino también en los subdesarrollados.

## El determinismo ambiental
Las causas de la despoblación quedan muchas veces ocultas en la historia humana. Hay muchos despoblados en países de todo el mundo, cuyo origen no ha quedado claro, tal como lo señala el geógrafo George F. Carter al criticar la teoría del determinismo ambiental planteada por Ellsworth Huntington a comienzos del siglo XX:

Ellsworth Huntington, mientras acompañaba una expedición al Asia Central, encontró repetidamente ruinas de grandes ciudades en terrenos muy áridos. La conclusión que Huntington alcanzó fue que el clima había cambiado y que las ciudades desaparecieron como consecuencia de estos cambios climáticos. Huntington llegó a pensar que las repetidas invasiones mongolas desde el Asia Central eran un resultado del crecimiento de la población durante períodos de lluvias abundantes seguidos por épocas de sequía, escasez y emigración que siguen inevitablemente en estas regiones. De aquí que Huntington se refiriera a estos fenómenos como las pulsaciones del corazón del continente asiático (El Pulso de Asia). El atractivo de esta explicación se debe a su simplicidad. Las causas simples son las preferidas en las ciencias naturales, pero raras veces resultan ciertas en las ciencias sociales, y las evidencias presentadas por Huntington para demostrar que las sequías fueron las causantes de las invasiones mongólicas fueron estudiadas por muchos científicos y catalogadas como erróneas: muchos cambios culturales, económicos, sociales y, sobre todo, tecnológicos han tenido históricamente mucha mayor importancia en la despoblación y en la emigración de grupos humanos que la estricta influencia de los cambios climáticos.

Otra crítica de la obra de Huntington procede de William F. Ogburn y Meyer F. Nimkoff en su importante obra titulada Sociología, en la cual se critican los aspectos relevantes del libro fundamental de Huntington, Climate y Civilization, que apareció en 1924. Huntington sostiene en este libro la tesis de que las civilizaciones se localizan sobre la superficie terrestre en función del clima, siendo las más avanzadas las que se localizan donde más beneficioso o estimulante es el clima. Al respecto, Ogburn y Nimkoff señalan lo siguiente:

El hecho de que el asiento de la cultura maya fuese en las tierras bajas tropicales en vez de las montañas templadas o frías, es un interesante dato que niega que los trópicos sean demasiado cálidos para permitir el desarrollo de una civilización adelantada.

A pesar de todo, el interés de la obra de Huntington para la geografía radica en el hecho de que es plenamente válido en las ciencias ambientales el diseño de cuerpos sinópticos de conocimientos científicos (teorías o leyes generales) que puedan aplicarse de manera deductiva. El hecho de solo creer en el método inductivo en la investigación constituye una idea que dificulta el descubrimiento de formas nuevas de dicho conocimiento.

## Consecuencias de la despoblación
En principio una de las consecuencias de la despoblación por causas no humanas es el re-equilibrio del ecosistema y la mejora de su “salud”. Así se afirma que durante las grandes epidemias de peste en la Europa de la Baja Edad Media la flora y la fauna del continente recuperaron buena parte de su antigua vitalidad.
Sin embargo, en el caso de la despoblación humana, esta afirmación resulta menos fiable; pues la pérdida de habitantes puede acarrear el desuso y el olvido de forma irrecuperable de conocimientos, viejas técnicas y labores escasamente documentadas; pero de gran utilidad para determinadas situaciones (como la construcción de viviendas en lugares donde no se cuenta con argamasa ni ningún otro tipo de unión entre las piedras o bloques de hielo). Además, la desigual distribución de la población da lugar a un territorio muy poco jerarquizado evidenciando una notable falta de ciudades intermedias con suficiente capacidad de atracción para estructurar el territorio.
Por otro lado el envejecimiento de la población explicado por la sustancial prolongación de la vida de las personas y por la reducción de la fecundidad tiene otra causa más específica que es la fuerte emigración de las personas jóvenes, por lo que contribuyen de forma esencial al envejecimiento relativo de la población de sus zonas de partida. Esta situación contribuye a un desequilibrio demográfico territorial concentrándose tanto la población como la actividad económica en extremo en ciudades de gran tamaño y dejando desiertos demográficos en el otro extremo. Como consecuencia derivada es que el acceso a servicios públicos, como educación, sanidad y seguros sociales es deficiente en las zonas más afectadas por el problema de la despoblación. Además la accesibilidad a estas zonas y sus comunicaciones tienden a ser deficientes. No es ajeno a este hecho que la instalación de nuevas empresas se vea dificultado y por lo tanto contribuya aún más a las dificultades de desarrollo territorial.
Asimismo, actualmente se discute si la despoblación del campo europeo podría traer consecuencias nefastas tanto para los emigrantes de zonas rurales como para los habitantes de las urbes que los recibirían; pues los gobiernos temen que las ciudades actuales no puedan dar trabajo a la población emigrada del campo. En el otro lado de la discusión están los que afirman que mantener gente en la campiña europea lo que lleva es a la despoblación y emigración a Europa de campesinos provenientes de zonas subdesarrolladas que no pueden competir con una agricultura subvencionada.[cita requerida]

## Desierto demográfico

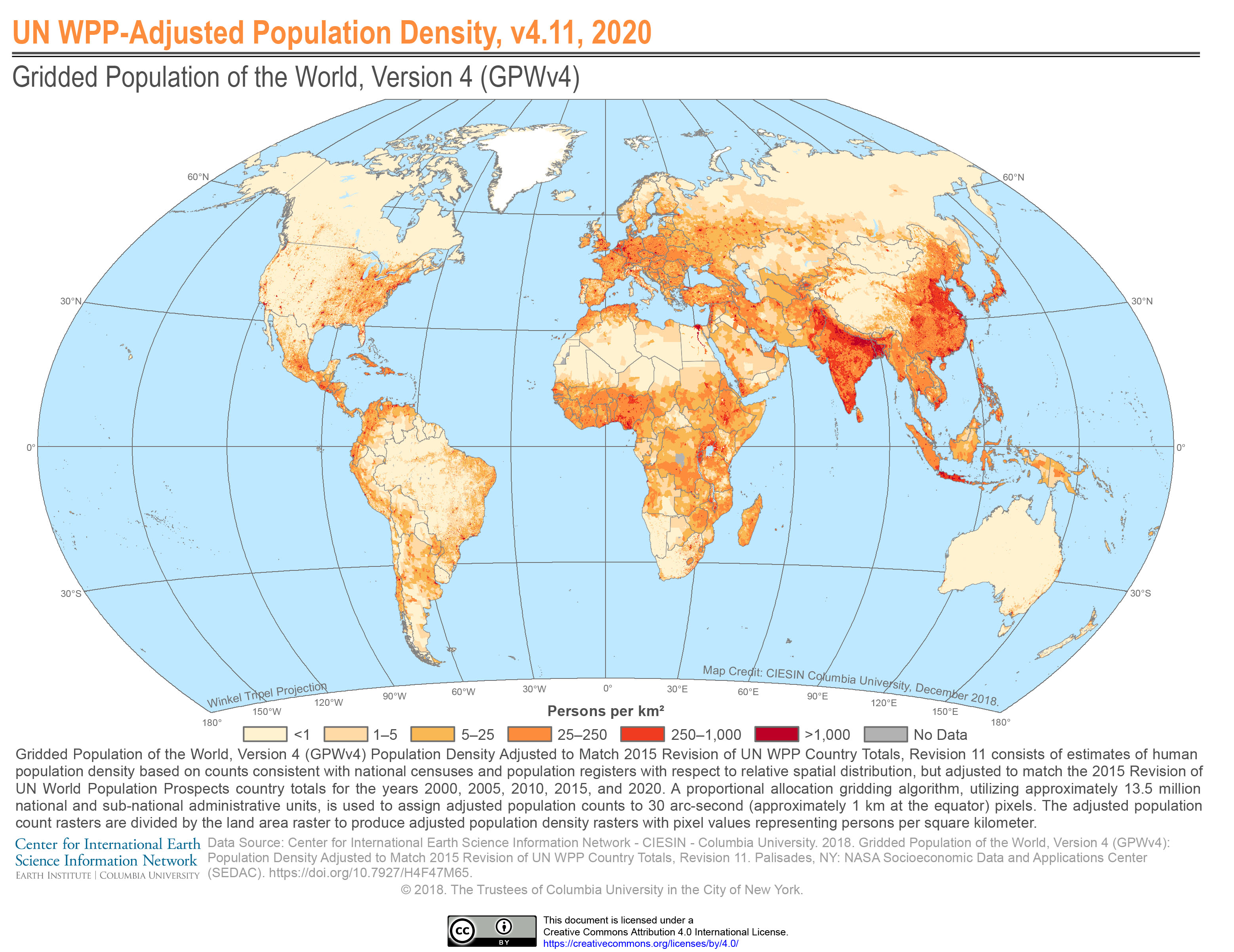
Mapa de la densidad de población. Las zonas en colores más claros, con densidades menores de 1 y de 5 habitantes por kilómetro cuadrado son desiertos demográficos. Según los criterios de la Unión Europea, también lo serían algunas de las zonas con densidades entre 5 y 25 habitantes por kilómetro cuadrado.

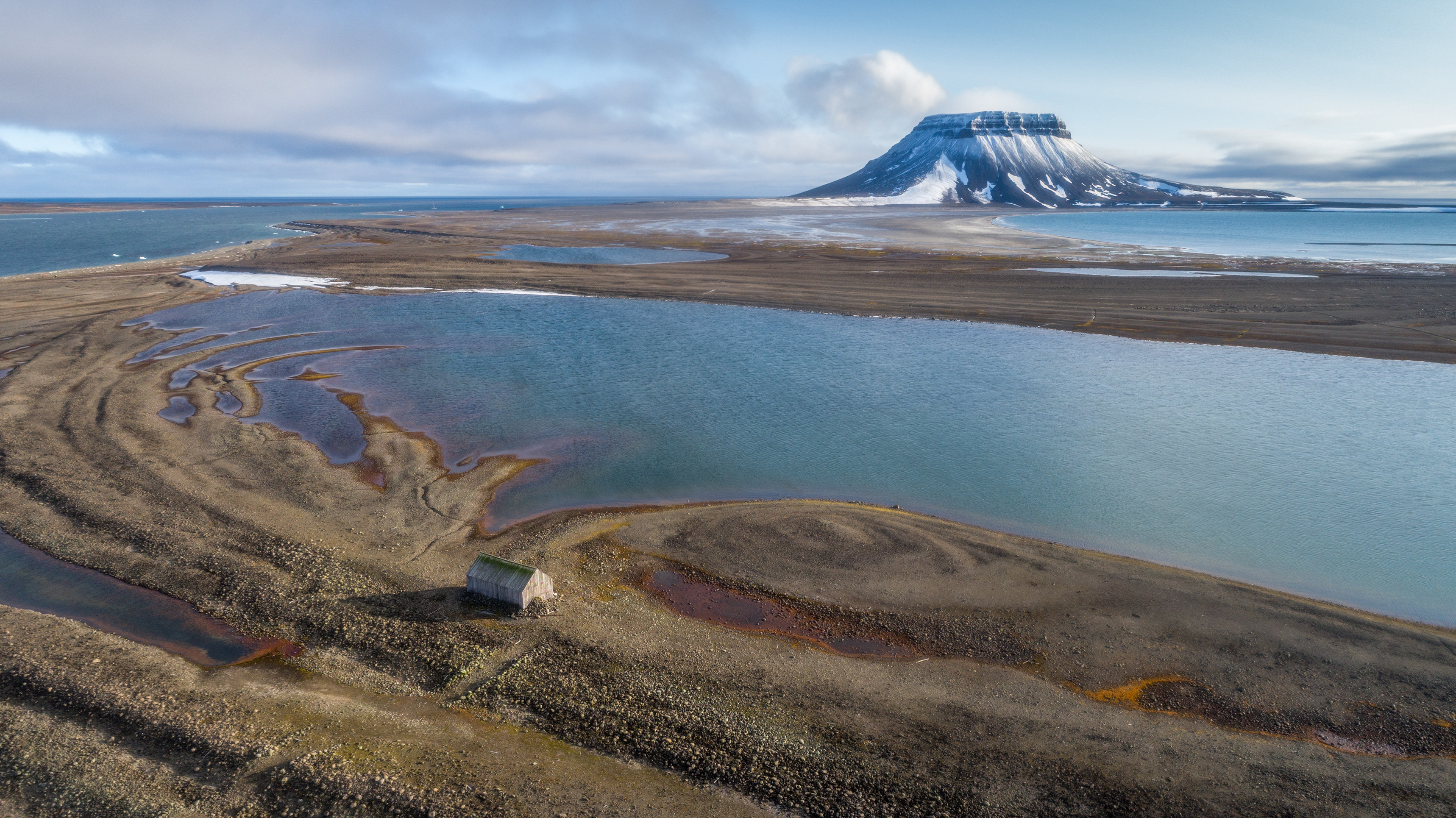
Tierra de Francisco José, en el Ártico ruso.

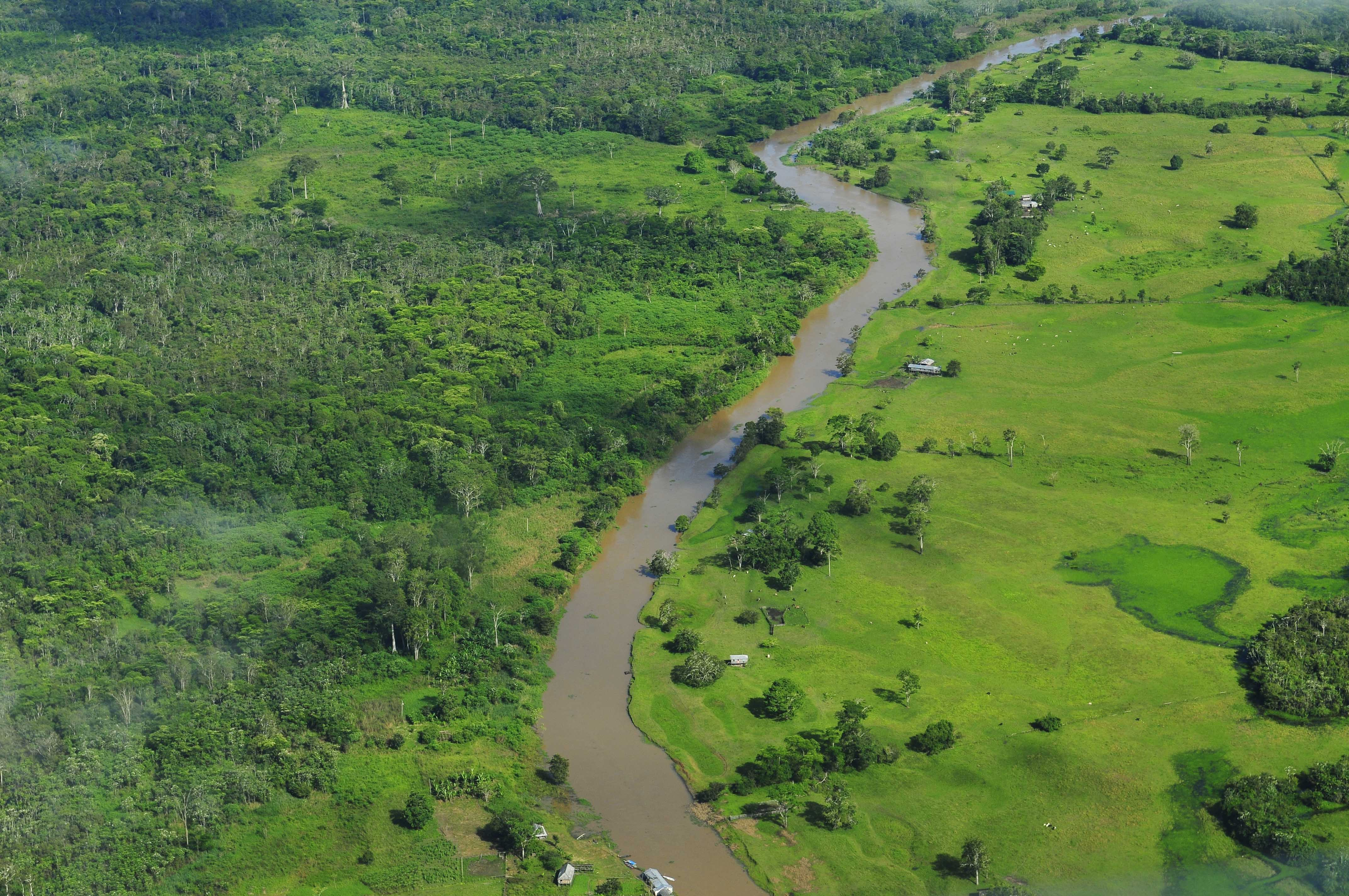
Zona del Amazonas.

Las zonas menos pobladas se denominan desiertos demográficos (o desiertos humanos o desiertos poblacionales). No coinciden necesariamente con los desiertos climatológicos, cuya definición es propia de la geografía física.
La Unión Europea define el término Sparsely Populated Areas (SPA -"Áreas Escasamente Pobladas"-), y establece límites de densidad de población en los 12,5 hab./km2 y en los 8 hab./km2 para los casos más extremos (Very Sparsely Populated Areas, VSPA), aplicándose en el tratado de adhesión de Finlandia y Suecia (1994) para la región de Laponia. Una amplia zona del interior de España cumple los mismos requisitos: la llamada Serranía Celtibérica, y de forma más dispersa en las zonas rurales de muchas provincias que recientemente se reivindican en la denominación "España vacía" o "vaciada".
El historiador Claudio Sánchez-Albornoz acuñó la expresión "desierto del Duero" para describir su hipótesis sobre la despoblación de la Meseta Norte durante el siglo VIII y su repoblación posterior.
Aunque algunos de los desiertos demográficos parecen haberlo sido desde siempre (las zonas árticas y antárticas, el interior de Australia, el norte de Canadá y Siberia o las zonas de más alta montaña), muchos son resultado de alguna despoblación, pues tuvieron mayor población en algún periodo del pasado. Su despoblación pudo ser causada por factores físicos, como fue el caso del Sahara hace unos seis mil años; o humanos, como fue el caso de grandes zonas de América en los siglos XVI y XVII.

## Despoblados
Con la etimología latina depopulari ("saquear" o "devastar"), el verbo "despoblar" implica la actividad que produce "reducir a yermo y desierto lo que estaba habitado". Como sustantivos, "despoblado" es el "desierto, yermo o sitio no poblado" y "despoblación", la "acción y efecto de despoblar o despoblarse".